# Eskil Lundahl
Eskil Johannes Lundahl (ur. 7 września 1905 w Malmö, zm. 10 listopada 1992 w Brommie) – szwedzki pływak, jeden z czołowych pływaków europejskich lat dwudziestych, wielokrotny medalista mistrzostw Europy, uczestnik igrzysk olimpijskich.
Pierwsze medale na arenie międzynarodowej zdobył na I Mistrzostwach Europy w Budapeszcie w 1926 roku. Został tam dwukrotnie brązowym medalistą – w sztafecie 4 × 200 metrów stylem dowolnym, w której płynął na trzeciej zmianie; i na dystansie 100 metrów stylem grzbietowym. Rok później, na Mistrzostwach Europy w Bolonii sztafeta szwedzka, płynąca w składzie: Borg, Gustafsson, Lundahl, Borg zdobyła tytuł wicemistrzowski ulegając jedynie Niemcom. Szwed z czasem 1:17,4 zdobył także mistrzostwo starego kontynentu na 100 metrów stylem grzbietowym.
Lundahl wystartował podczas IX Letnich Igrzyskach Olimpijskich w Amsterdamie w 1928 roku. Wziął udział w trzech konkurencjach pływackich. Na dystansie 100 metrów stylem dowolnym odpadł w fazie eliminacyjnej, zaś 100 metrów stylem grzbietowym – w fazie półfinałowej. W sztafecie 4 × 200 m stylem dowolnym sztafeta szwedzka zajęła piąte miejsce.
Na III Mistrzostwach Europy w Pływaniu, które odbyły się w Paryżu w 1931 roku, Lundahl zarówno na 100 metrów stylem dowolnym, jak i na 100 metrów stylem grzbietowym, zajął piąte miejsce.
Podczas igrzysk w Los Angeles w 1932 roku Szwed na dystansach 100 metrów stylem dowolnym i 100 metrów stylem grzbietowym odpadł w fazie eliminacyjnej. Na pierwszych powojennyh igrzyskach w Londynie w 1948 roku Lundahl wziął udział w olimpijskim konkursie sztuki i literatury w konkurencji architektura.
Reprezentował barwy klubu SoIK Hellas.